# مرقد بهاء الدين زكريا
مرقد بهاء الدين زكريا هو مرقد يعود تاريخه إلى القرن الثالث عشر ويقع في ملتان، فيالبنجاب الباكستانية. القبر مخصص للصوفي بهاء الدين زكريا، أحد أعلام الطريقة السهروردية الصوفية. يُعتبر أحد أهم الأضرحة في منطقة البنجاب الأوسع، وهو النموذج الأولي للطراز المعماري الإسلامي الكلاسيكي في ملتان.

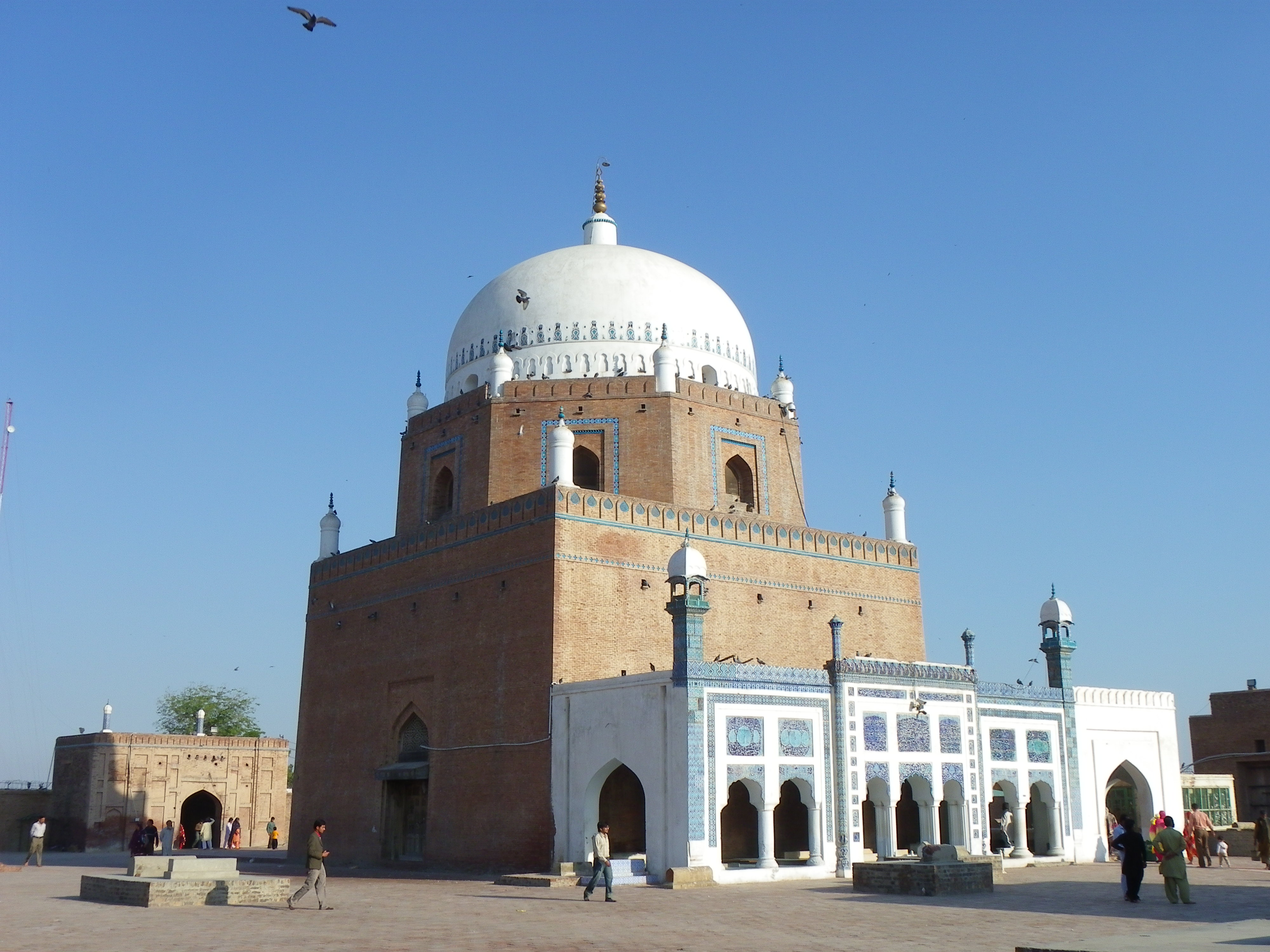
يتميز الضريح بتصميم من مستويين، وأصبح النموذج الأولي للأسلوب المعماري المميز في ملتان.

## التقاليد
قُدمَت أغاني القوالي والرقص الشبيه بالنشوة كل ليلة بعد صلاة العشاء في الضريح. يُعد هذا الضريح مهمًا لأعضاء طائفة البريلوية الإسلامية، في حين يتجنب الديوبنديون الضريح والممارسات التي تُقام هناك. يؤدي المصلون في الضريح طقوس المنات، أو ربط الخيوط في جميع أنحاء الضريح كرموز للصلاة. يُعتقد على نطاق واسع أن هذا الضريح يحمي رجال القوارب في نهر السند ونهر جناب.
فئة من المريدين تعرف باسم قريش، تربط نفسها بزكريا وتدعي النسب إلى قبيلة قريش التي ينتمي إليها النبي محمد. يحظى القرشيون باحترام كبير في جميع أنحاء جنوب البنجاب في باكستان. أحد القريشيين هو شاه محمود قريشي، وصل إلى منصب وزير الخارجية الباكستاني.

## الإدارة
يدعي القائمون رعاية المرقد وراثيًا، ويُعرفون باسم سجادة ناشين، وهم ينحدرون من نسل زكريا. وقد حظي بعض القائمين على الرعاية بتقدير كبير، وحافظوا على نفوذهم في السياسة. مثل شاه محمود قريشي، عضو في حزب حركة إنصاف الباكستانية السياسي، الذي كان سجاد ناشين للضريح.

## طالع أيضًا
- قائمة الأضرحة والمزارات في باكستان[الإنجليزية]
- التصوف في باكستان

## معرض الصور

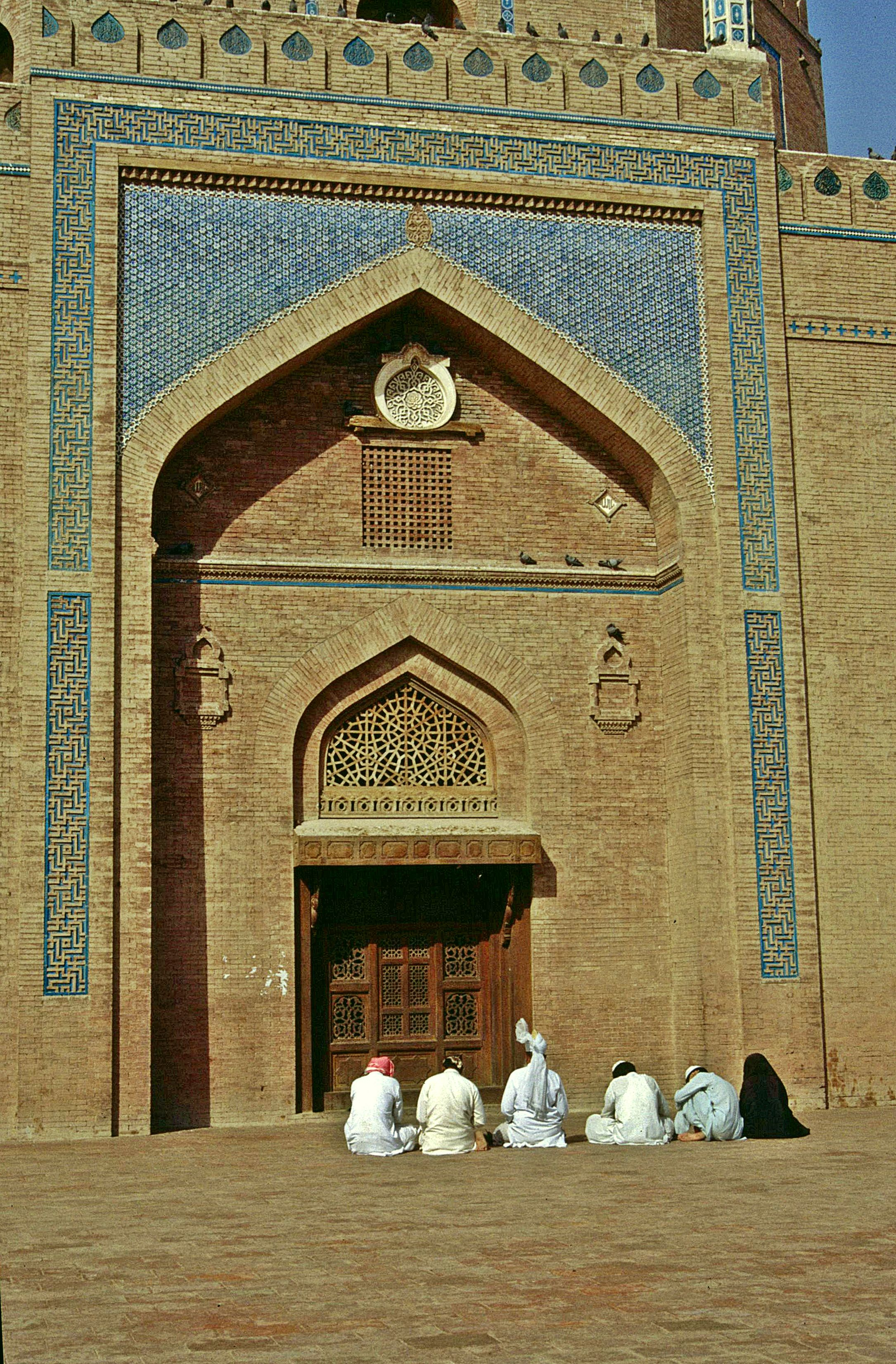
ويتجمع المتضرعون أحيانًا عند مدخل الضريح
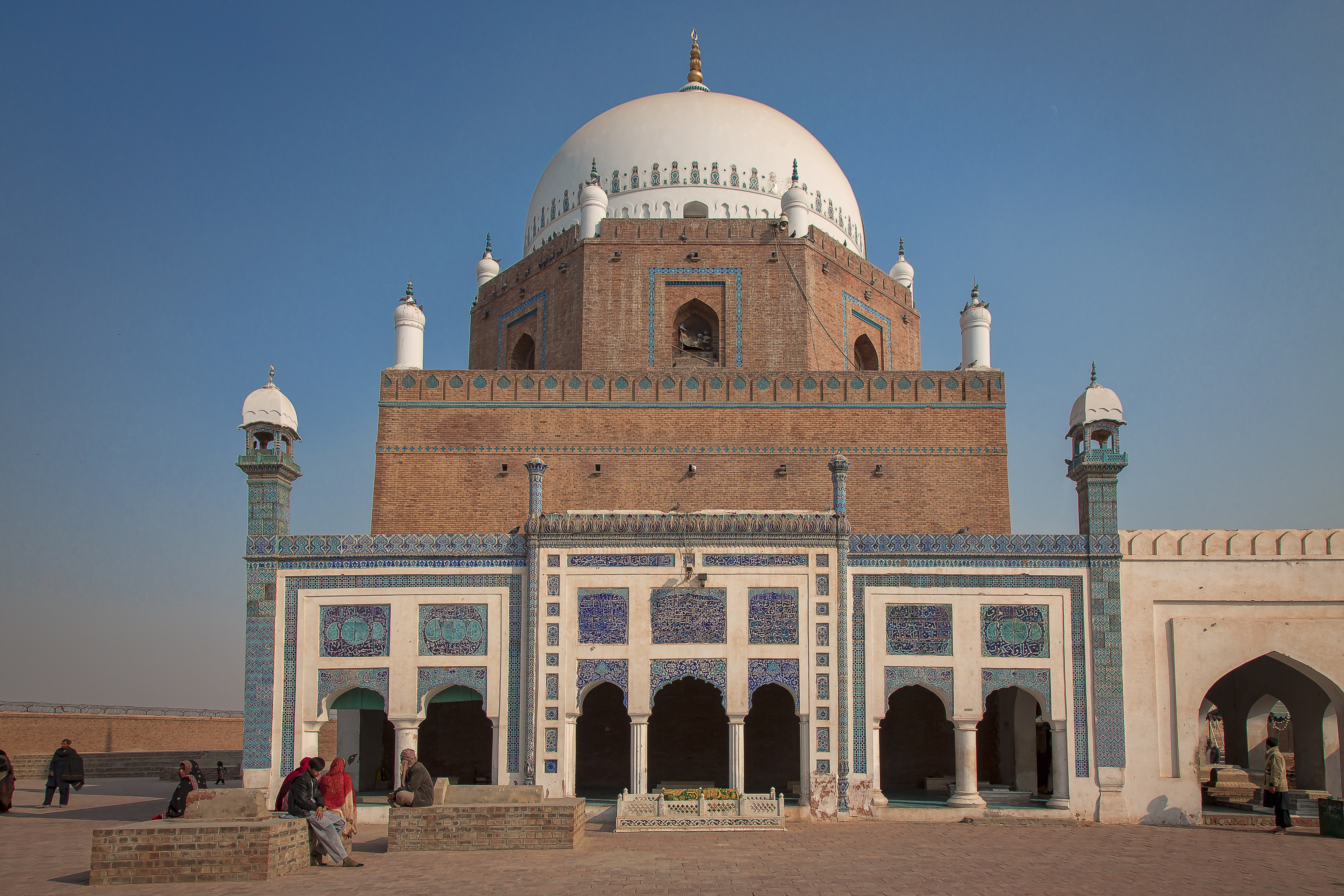
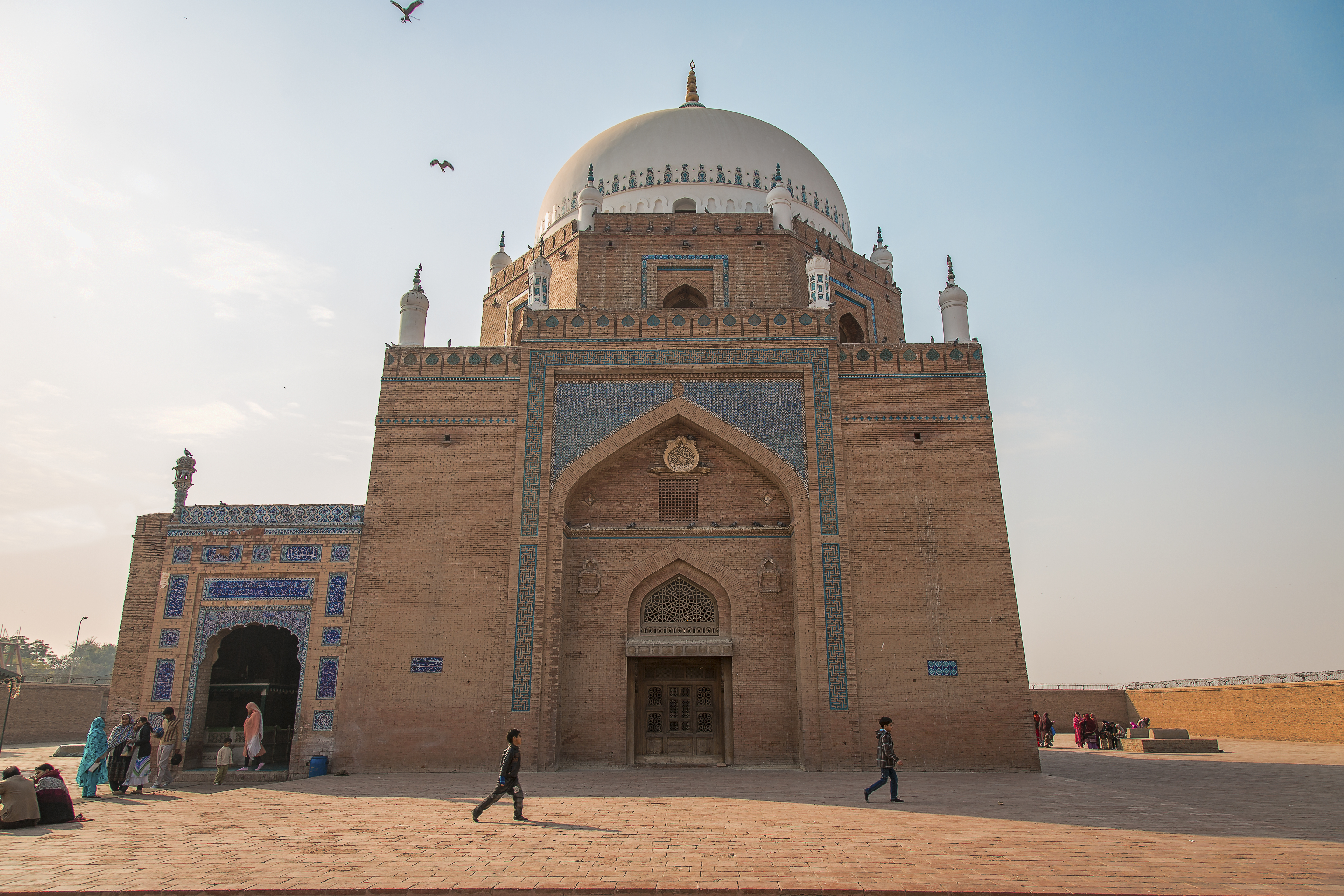
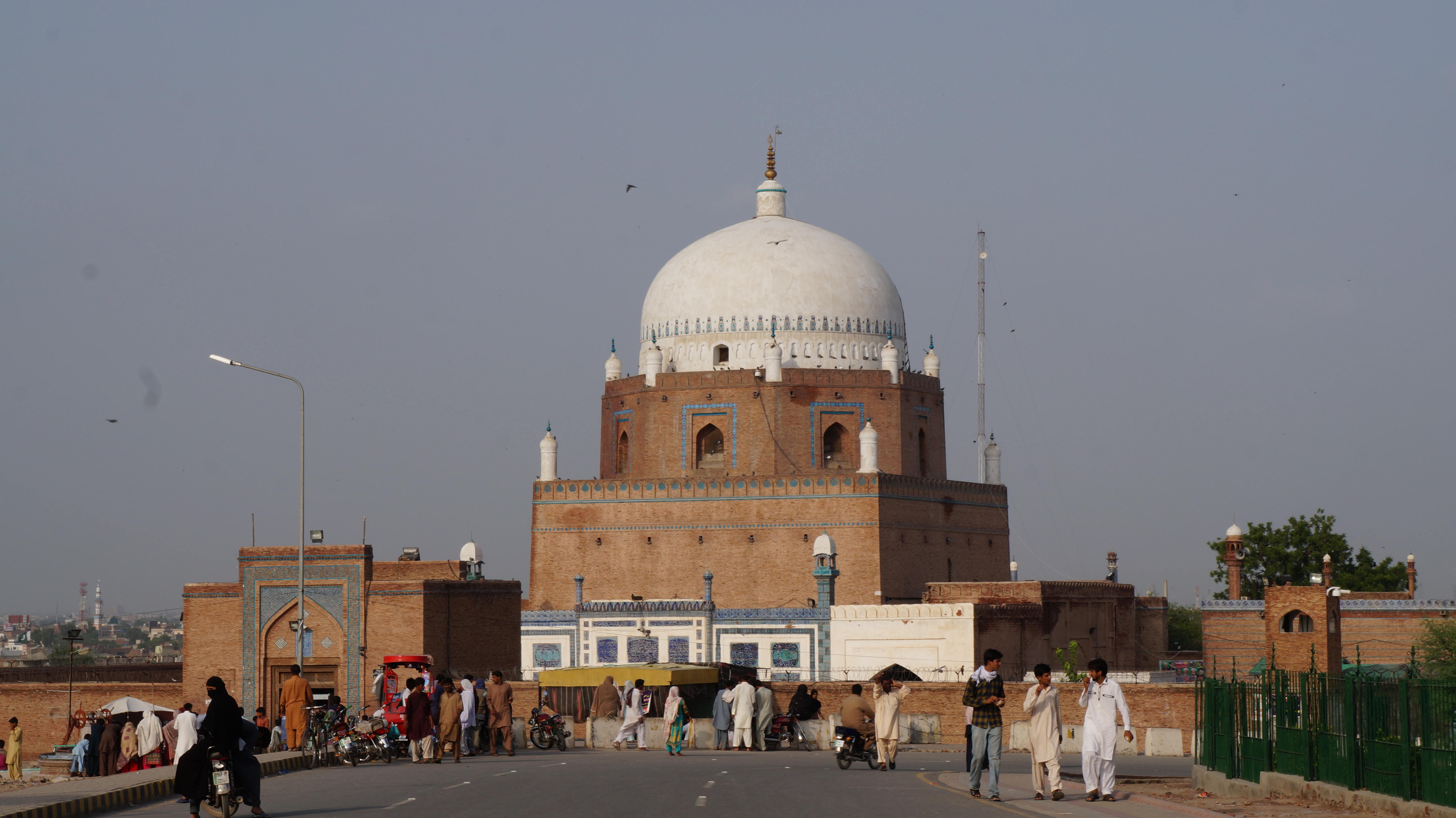
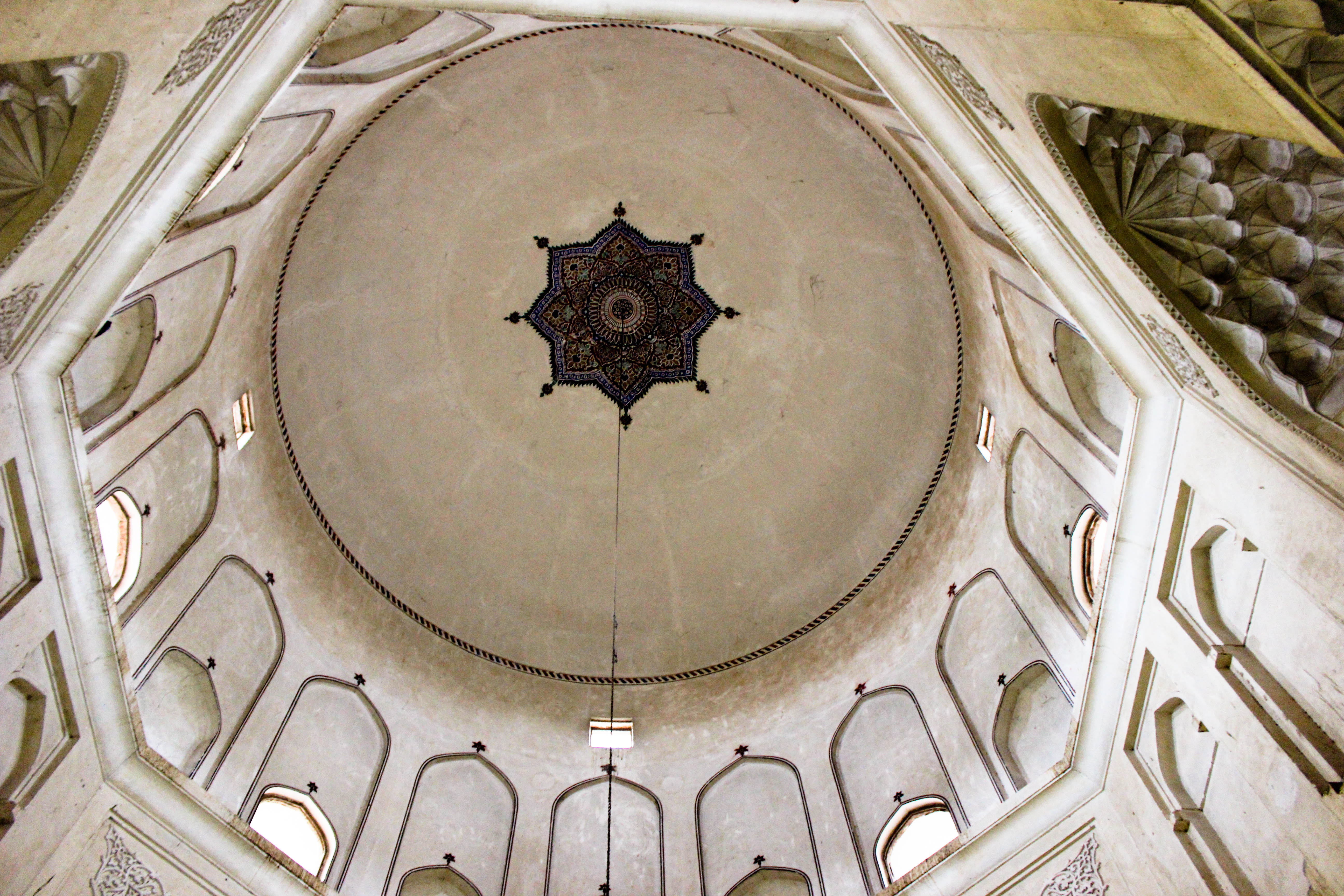
الجانب السفلي من قبة الضريح
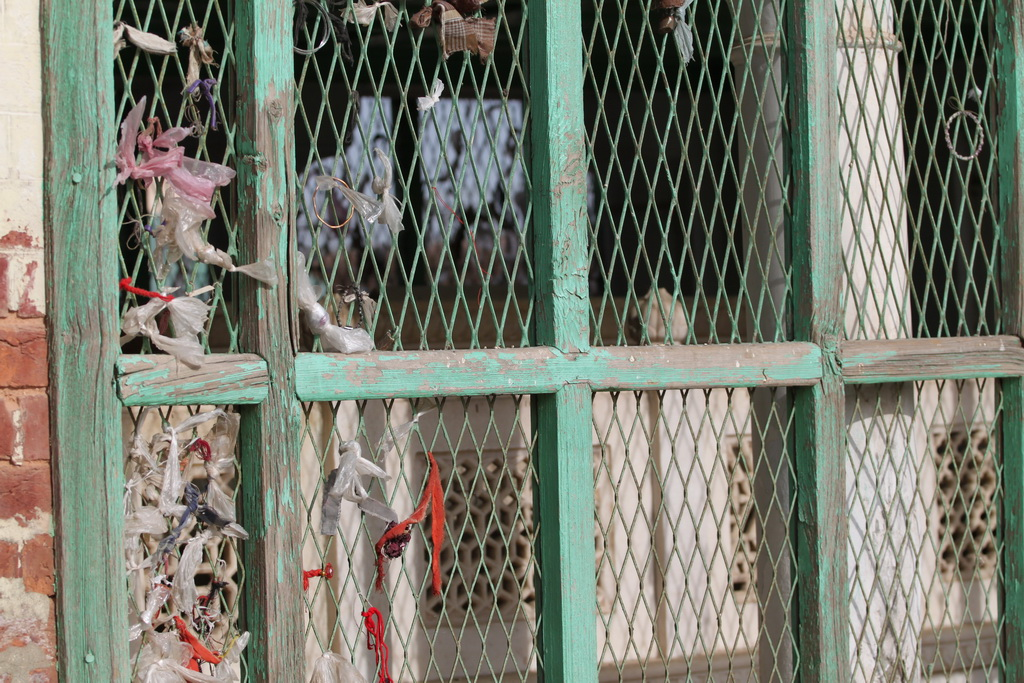
يربط المصلون والحجاج الخيوط بالضريح كدعاء وطلب للشفاعة يُعرف باسم المنات